# Óriásturákó
Az óriásturákó (Corythaeola cristata) a madarak osztályának turákóalakúak (Musophagiformes) rendjébe, ezen belül a turákófélék (Musophagidae) családjába tartozó Corythaeola nem egyetlen faja. Korábbi rendszerek a kakukkalakúakkal rokonították, a család többi tagjával együtt.

## Előfordulása
Afrika nyugati és középső részén él. Trópusi esőerdők, szavannákon lévő erdőcsoportok területen érzi jól magát.

## Megjelenése
Átlagos testhossza 75 centiméter. Magas, sűrű, fekete tollbóbitája, hosszú és széles farka van. Tollruhája kék színű.

## Életmódja
Kis csapatokban erdei gyümölcsökkel táplálkozik. Ügyesen mozog a fák ágai között, a levegőben inkább csak siklik, mint repül.

## Szaporodása
Ágakból készült fészkét a magas fákra rakja, és vesszővel béleli ki.